# Bundesstrasse 105
Bundesstrasse 105 är en 182 kilometer lång förbundsväg i norra Tyskland. Vägen börjar i Selmsdorf i Schleswig-Holstein och går till Greifswald i förbundslandet Mecklenburg-Vorpommern.